# Teuchophorus acinaces
Teuchophorus acinaces är en tvåvingeart som beskrevs av Henk J.G. Meuffels och Patrick Grootaert 2004. Teuchophorus acinaces ingår i släktet Teuchophorus och familjen styltflugor. Inga underarter finns listade i Catalogue of Life.